# Lac Opitoune
Lac Opitoune är en sjö i Kanada.   Den ligger i regionen Saguenay–Lac-Saint-Jean och provinsen Québec, i den östra delen av landet, 700 km nordost om huvudstaden Ottawa. Lac Opitoune ligger 480 meter över havet. Arean är 7,0 kvadratkilometer. Den sträcker sig 9,3 kilometer i nord-sydlig riktning, och 1,9 kilometer i öst-västlig riktning.
Trakten runt Lac Opitoune är nära nog obefolkad, med mindre än två invånare per kvadratkilometer.